# 福里斯特狸藻
福里斯特狸藻（学名：Utricularia forrestii）為狸藻屬多年生小型水生食虫植物。其种加词“forrestii”来源于英国植物采集者乔治·福雷斯特。福里斯特狸藻分布于缅甸北部及中国西部。其岩生于岩石表面的苔藓中，海拔分布范围为2100米至3000米。1986年，彼得·泰勒正式描述了福里斯特狸藻。